# Droga wojewódzka 915
Die Droga wojewódzka 915 (DW 915) ist eine sieben Kilometer lange Droga wojewódzka (Woiwodschaftsstraße) in der polnischen Woiwodschaft Schlesien, die Ciechowice mit Racibórz verbindet. Die Strecke liegt im Powiat Raciborski.

## Streckenverlauf
Woiwodschaft Schlesien, Powiat Raciborski
-  Ciechowice (Schichowitz) (DK 78, DW 911)
- Zawada Książęca (Herzoglich Zawada)
- Łęg (Leng)
-  Racibórz (Ratibor) (DK 45, DW 416, DW 417, DW 916, DW 917, DW 919, DW 923, DW 935)